# Boris Šachlin
Boris Anfijanovič Šachlin (in russo Борис Анфиянович Шахлин?; Išim, 27 gennaio 1932 – Kiev, 30 maggio 2008) è stato un ginnasta sovietico.

## Biografia
Vincitore di ori in tre Giochi olimpici consecutivi, Melbourne (1956), Roma (1960) e Tokyo (1964), ottenuti gareggiando in diverse discipline della ginnastica artistica, fu campione mondiale del concorso individuale nel 1958, e campione olimpico del concorso individuale nel 1960.
Nato ad Išim, iniziò a praticare la ginnastica artistica all'età di dodici anni. Secondo l'Enciclopedia Britannica, "ha raggiunto il record in carriera di dieci titoli individuali nei campionati del mondo e ha vinto medaglie d'oro in tre Giochi Olimpici consecutivi. Il suo medagliere olimpico totale di sette ori, quattro argenti e due bronzi lo pone tra gli atleti più medagliati della storia dei Giochi Olimpici".
Šachlin si è ritirato dalle competizioni all'età di 35 anni, dopo aver sofferto di un attacco cardiaco. Nel 1968 entra a far parte del Comitato Tecnico maschile della FIG, dove continua a lavorare fino al 1992. Negli anni '90 e 2000 lavora come docente universitario all'Università di Kiev.
Nel 2002 Shakhlin è stato iscritto nella International Gymnastics Hall of Fame.